# Vlkava (okres Mladá Boleslav)
Obec Vlkava se nachází ve Středočeském kraji v okrese Mladá Boleslav. Rozkládá se 17 km jižně od Mladé Boleslavi. Katastrální výměra obce je 774 ha a žije zde 494 obyvatel. Součástí obce je i vesnice Bor.

## Historie

### Vlkavské panství
Obec Vlkava je poprvé připomínána roku 1046. Ve 14. století bylo na Vlkavě několik vladyckých statků, od roku 1415 se uvádí středověká tvrz, kdy větší část vsi s tvrzí držel Hereš Masák z Vrutice. Po roce 1601 Chlivenský opustil zchátralou dřevěnou tvrz, postavil na Vlkavě zděný zámeček z kamene se dvěma kuchyněmi, světničkami, komorami a sklepy. Na místě původní dřevěné tvrze zde zbylo jenom prostranství ke skladování lesního, většinou palivového dříví. Roku 1636 se stal majitelem statků Vlkava Otta Bedřich hrabě z Harrachu. Roku 1736 byl na Vlkavě postaven nový zámek v barokním slohu. Nový zámek dali postavit tehdejší majitelé panství Harrachové. Ti postavili u zámku i pivovar. Nedaleko bývala vinice 8 korců, z níž se tlačívalo kolem 80 věder vína.

### Loučeňské panství
Roku 1789 koupil zámek a statky Vlkavu Filip Nerean kníže z Fürstenberka a připojil jej k loučeňskému panství. V roce 1873 barokní zámek z části vyhořel, zřítila se jeho věž i s hodinami a zvonem a znakem hrabat Harrachů. Obec tím ztratila krásnou architektonickou dominantu. V roce 1874 vyhořel lihovar (tzv. vinopalna, která stála na západ od obytné budovy zámku). Růst obce byl doprovázen výstavbou občanské vybavenosti, z nichž podstatnou se stala roku 1910 výstavba obecné (dnes mateřské) školy.

### Po roce 1918
K roku 1921 se panství propadlo do velkých dluhů, hospodařilo tak špatně, že dluhy nebylo již možno platit. V roce 1924 byla provedena parcelace velkostatku tak, že dělníci dostali odstupné, jež mnozí využili k nákupu pozemků. Kdo ze zaměstnanců dvora nechtěl penzi či odstupné, ten byl nucen dvůr opustit a v mnoha případech se z obce odstěhovat, pokud v ní neměl svůj vlastní domek. Pro mnohé tu znamenala pozemková reforma počátek samostatného zemědělského hospodaření. Po provedení pozemkové reformy povolil Pozemkový úřad bývalému velkostatkáři Thurn Taxisovi prodat volně zbývající statky.
V letech po první světové válce ovlivnila výstavbu obce místní podnikatelská aktivita i družstevní výstavba rodinných domů na pozemcích prováděné parcelace velkostatku. Obec se stala rovněž vyhledávaným místem letních pobytů městského obyvatelstva, na východním okraji území obce sousedícím s katastrem obce Loučeň, byla vybudována u lesního rybníka Jivák chatová osada. V roce 1930 měla obec historicky největší počet 595 trvale bydlících obyvatel.

### Rok 1932
V obci Vlkava (přísl. Bor, 599 obyvatel, poštovní úřad, telegrafní úřad, telefonní úřad) byly v roce 1932 evidovány tyto živnosti a obchody: cukrovar, obchod s cukrovinkami, holič, 3 hostince, kolář, kovář, 2 obuvníci, 2 pekaři, pivovar, 2 řezníci, 2 obchody se smíšeným zbožím, spořitelní a záložní spolek pro Vlkavu, trafika, velkostatek.

### Druhá světová válka a poté
Na sklonku druhé světové války se někteří vlkavští a čachovičtí občané zmocnili vojenských skladů nedaleko Jiváku s cílem podpořit Pražské květnové povstání ukořistěnými zbraněmi a municí. Obci tehdy hrozil osud Lidic a pravděpodobně jen díky rychlému postupu vítězných vojsk nebyla Vlkava vypálena. Po požáru cukrovaru byl rozvoj obce ochromen zničením místního zpracovatelského průmyslu.
Díky příznivé dopravní poloze obce se při silnici I/38 vybudovala ve Vlkavě čerpací stanice pohonných hmot a motorest.
Vlkava je ve svazku obcí Svatojiřský les.

### Územněsprávní začlenění
Dějiny územněsprávního začleňování zahrnují období od roku 1850 do současnosti. V chronologickém přehledu je uvedena územně administrativní příslušnost obce v roce, kdy ke změně došlo:
- 1850 země česká, kraj Jičín, politický i soudní okres Nymburk[6]
- 1855 země česká, kraj Mladá Boleslav, soudní okres Nymburk[6]
- 1868 země česká, politický okres Poděbrady, soudní okres Nymburk[6]
- 1936 země česká, politický i soudní okres Nymburk[7]
- 1939 země česká, Oberlandrat Kolín, politický i soudní okres Nymburk[8]
- 1942 země česká, Oberlandrat Hradec Králové, politický i soudní okres Nymburk[9]
- 1945 země česká, správní i soudní okres Nymburk[10]
- 1949 Pražský kraj, okres Nymburk[11]
- 1960 Středočeský kraj, okres Mladá Boleslav.[12]

## Pamětihodnosti
- Zámek Vlkava, postaven roku 1736

## Pivovar Vlkava
Majitel panství kníže Thurn Taxis prodal v roce 1921 nejen pivovar, ale i panský hostinec ve Vlkavě pivovaru v Klášteru Hradiště nad Jizerou. Roku 1925 byla postavena ve vlkavském pivovaru nová stáčírna piva, sklep na sudové pivo a strojní umývárna na elektrický pohon a pořízen byl i parní stroj. V pivovaru se vařilo pivo světlé i černé. Roku 1942 byl na rozkaz ministerstva výživy pivovar ve Vlkavě zrušen a byl zde zřízen jen sklad Dobrovického pivovaru. Roku 1948 byla část bývalého pivovaru dána do pronájmu Jednotě hospodářského družstva v Nymburku a zřízena zde moštárna. Sklepy bývalého pivovaru byly zužitkovány ke skladování ovoce na zimu, kdežto lednice u velkostatku byla využita ke skladování brambor, v půdních prostorách se skladovalo obilí.

## Cukrovar a řepařská drážka Vlkava

### Historie
Majitel loučeňského panství (zahrnovalo panství Loučeň, panství Vlkava, a panství Dobrovice) Karel Anselm Thurn-Taxis (18. 6. 1792 – 25. 8. 1844), císařský tajný rada, nejvyšší zemský komoří v království Českém a generálmajor à la suite se výrazně zapsal do hospodářského rozvoje nejen svého panství ale celého širokého okolí. V roce 1831 založil v Dobrovici cukrovar, který nesl ochrannou známku TTD – Thurn Taxis Dobrovice, jež je dodnes používána akciovou společností Tereos TTD.

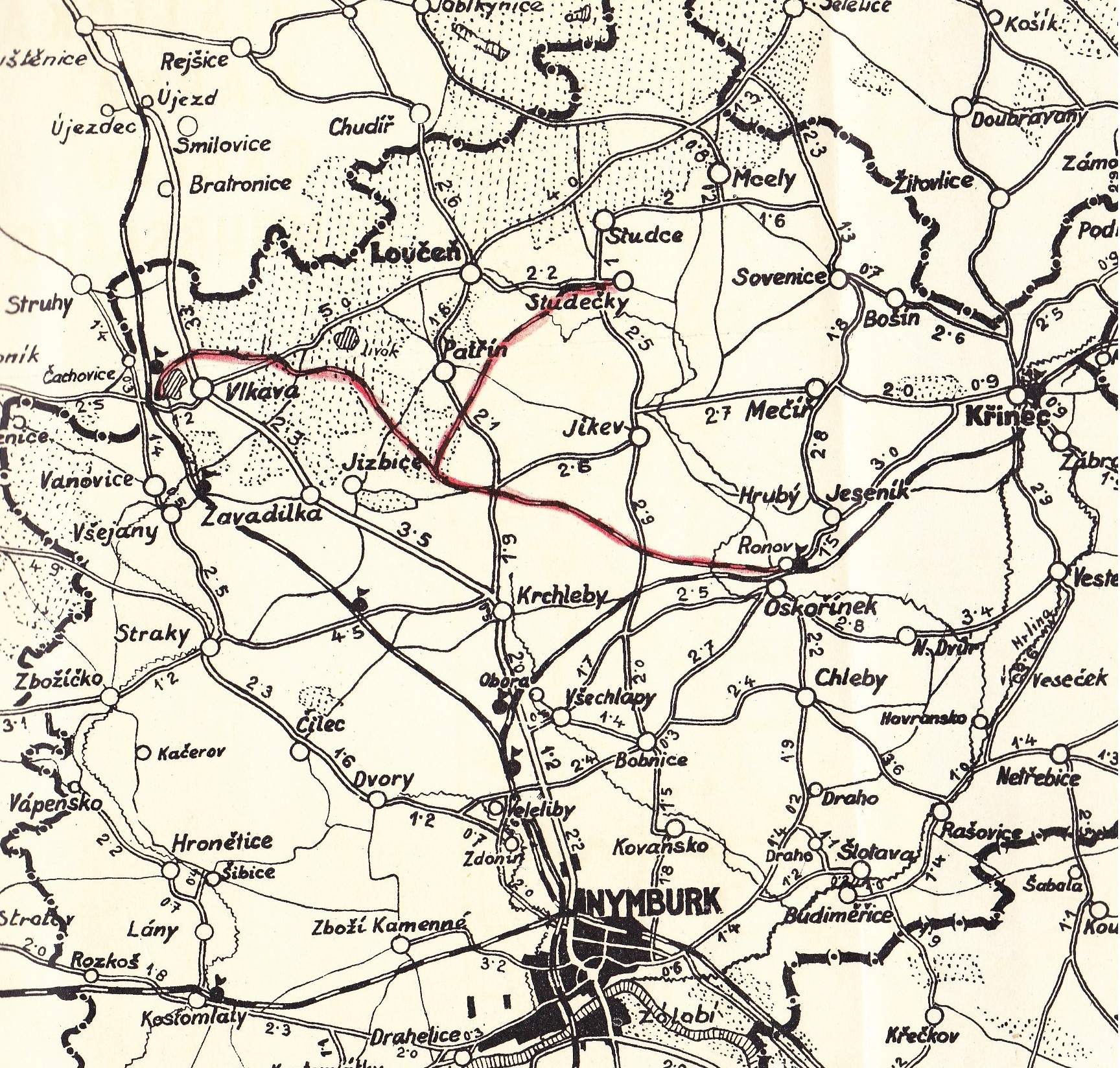
Trasa řepařské drážky Vlkava - Ronov - Studečky

Po jeho smrti rozvíjel dále otcovu hospodářskou činnost princ Hugo Maxmilián Thurn-Taxis (3. 7. 1817 – 28. 11. 1889), nejvyšší komorník císaře Františka Josefa I., člen dvorské rodinné rady a poslanec na Zemském sněmu českém a v Říšské radě. V roce 1870 byl při železniční stanici Vlkava (od období JŘ 2007/2008 přejmenované na Čachovice) postaven nový cukrovar, který poskytl nebývalý rozvoj pracovních příležitostí obyvatelstvu obce i okolí. Později začal budovat řepařskou drážku z Vlkavy do Nového Ronova (dnes Oskořínek).
Polabské řepařské drážky vznikaly na přelomu 19. a 20. století a jejich délka přesáhla 130 kilometrů. Spojovaly ve vzdálenostech i více než deseti kilometrů katastry řepařských obcí s cukrovary, kam přivážely cukrovou řepu přímo z polních skládek. Provoz na vlkavské úzkokolejce rozchodu 760 mm však musel v roce 1899 zahajovat již syn Huga Maxmiliána, princ Alexandr Jan Vincenc Thurn-Taxis (1. 12. 1851 – 21. 7. 1939), který po šesti měsících od úmrtí otce převzal panství (Loučeň, Dobrovice, Mcely, Vlkava, Niměřice a Cetno). Za jeho hospodaření byla řepařská drážka v roce 1923 rozšířena severní odbočkou mezi obcemi Jizbice a Patřín do obcí Mcely a Studečky.
Železniční stanice Vlkava a vlečka cukrovaru fungovaly za druhé světové války jako překladiště zbraní pro vojenské sklady, které byly vybudovány v lesích východně od Vlkavy. Překladiště zbraní bylo na konci války zničeno a cukrovar vyhořel. Cukrovar a provoz na řepařské drážce nebyly nikdy obnoveny, úseky vedoucí po polích jižně od lesního komplexu zůstaly zachovány, ale byly hustě zarostlé vegetací se sotva znatelnou pěšinou.

### Cyklostezka Taxis
Na podzim roku 2006 se začalo v trase bývalé řepařské drážky s odstraňováním náletových stromů a křovin a 1. června 2007 byla slavnostně otevřena asfaltová cyklostezka Čachovice – Patřín – Loučeň, nazvaná Taxis. Cyklostezka je 5,3 km dlouhá a v úseku od bývalého cukrovaru až po myslivnu „V Sloupčí“ tj. v délce 4,4 km využívá původních náspů i mostků řepařské drážky.

## Vlkavský rybník a mlýn
Asi na počátku 16. století byl založen velký Vlkavský rybník na západním okraji obce. Rybník je napájen říčkou Vlkavou, kterou však zdejší obyvatelé spíše nazývají Doubravka. Pod rybníkem vybudoval v polovině 16. století Kašpar Granovský z Granova panský mlýn. Pozdější majitel Vlkavy Adam Linhart z Najenperka se také soudil roku 1610 s hejtmanem v Benátkách o spornou maximální výšku hladiny Vlkavského rybníka: Šlo o to, aby mlýn měl dostatek vody, ale i o to, aby nadměrná voda nepoškodila císařské louky.
Na konci 17. století zde byl mlynářem Jan Brixi, zakladatel tzv. vlkavské větve hudebního rodu Brixiů. Jan Brixi byl otcem Šimona Brixiho, dědem velkého barokního skladatele Františka Xavera Brixiho a hudebníka Jana Josefa Brixiho. V držení potomků Jana Brixiho byl mlýn až do roku 1810.
Mlýn přestal být provozován roku 1877, kdy přešel do majetku cukrovaru a byl zde přistavěn nový dům čp. 64. Rybník dnes obhospodařuje Rybářství v Chlumci nad Cidlinou a.s., které hospodaří na vodních plochách v kraji Královéhradeckém, Pardubickém, Středočeském a Libereckém.

## Osobnosti
- Šimon Brixi (28. 10. 1693 Vlkava – 2. 11. 1735 Praha), hudebník, varhaník a skladatel. Otec Františka Xavera Brixiho, jednoho z největších českých barokních skladatelů.
- Jan Josef Brixi (1. 3. 1711 Vlkava – 27. 4. 1762 Mělník), hudebník, varhaník a skladatel. Otec Jeronýma Brixiho, hudebníka a skladatele.

## Doprava
Silniční doprava
Obcí vede silnice I/38 Kolín – Nymburk – Vlkava – Mladá Boleslav – Doksy – Jestřebí.
Železniční doprava
Území obce protíná Trať 071 Nymburk – Mladá Boleslav. Železniční stanice na území obce není. Nejblíže obci je železniční stanice Čachovice ve vzdálenosti 1 km ležící na trati 071 z Nymburka do Mladé Boleslavi.
Autobusová doprava
V obci zastavovaly v červnu 2018 autobusové linky jedoucí do těchto cílů: Dobrovice, Lysá nad Labem, Mladá Boleslav, Nymburk.